# 7-ма армія (США)

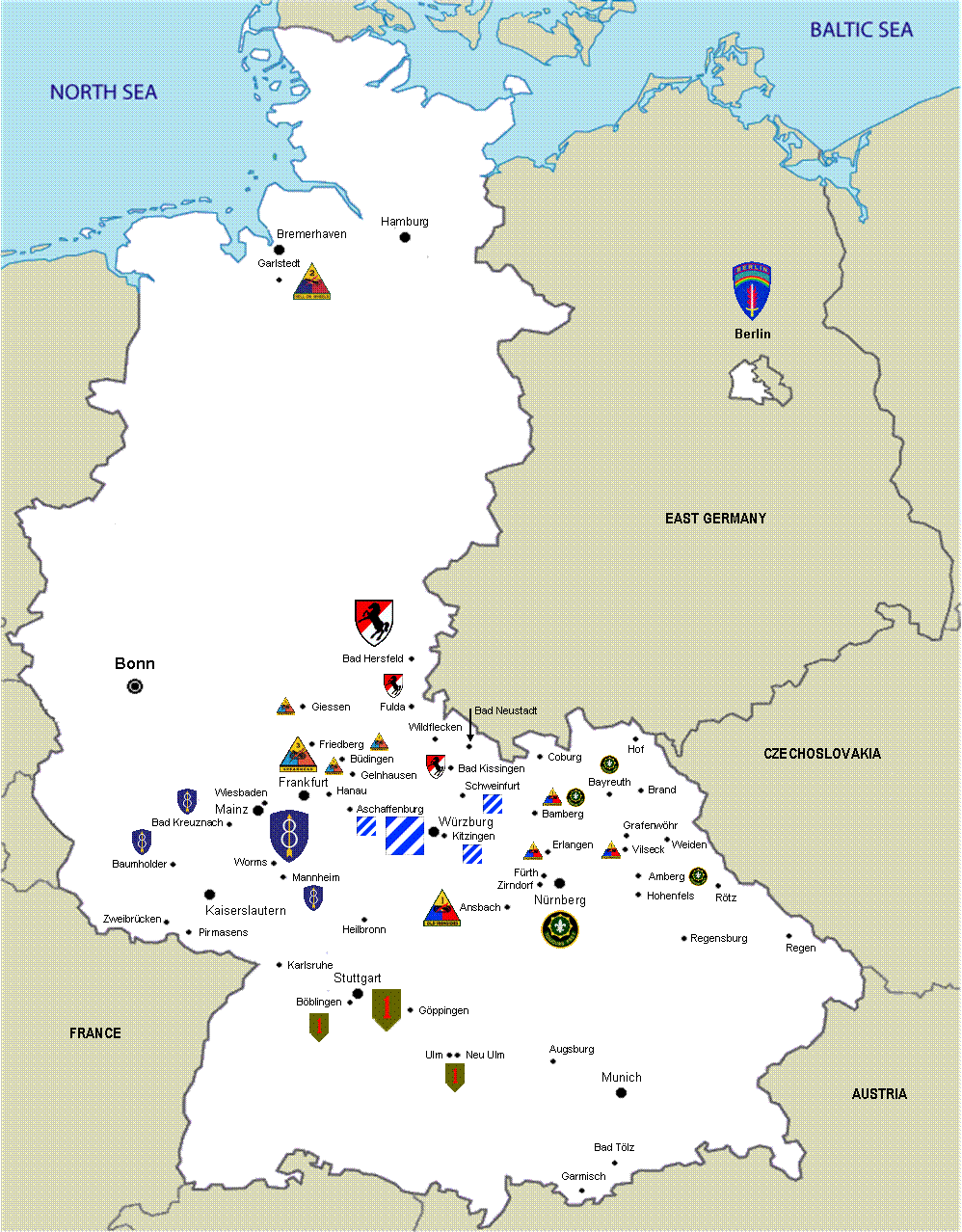
Розміщення військ армії у роки Холодної війни. 1987

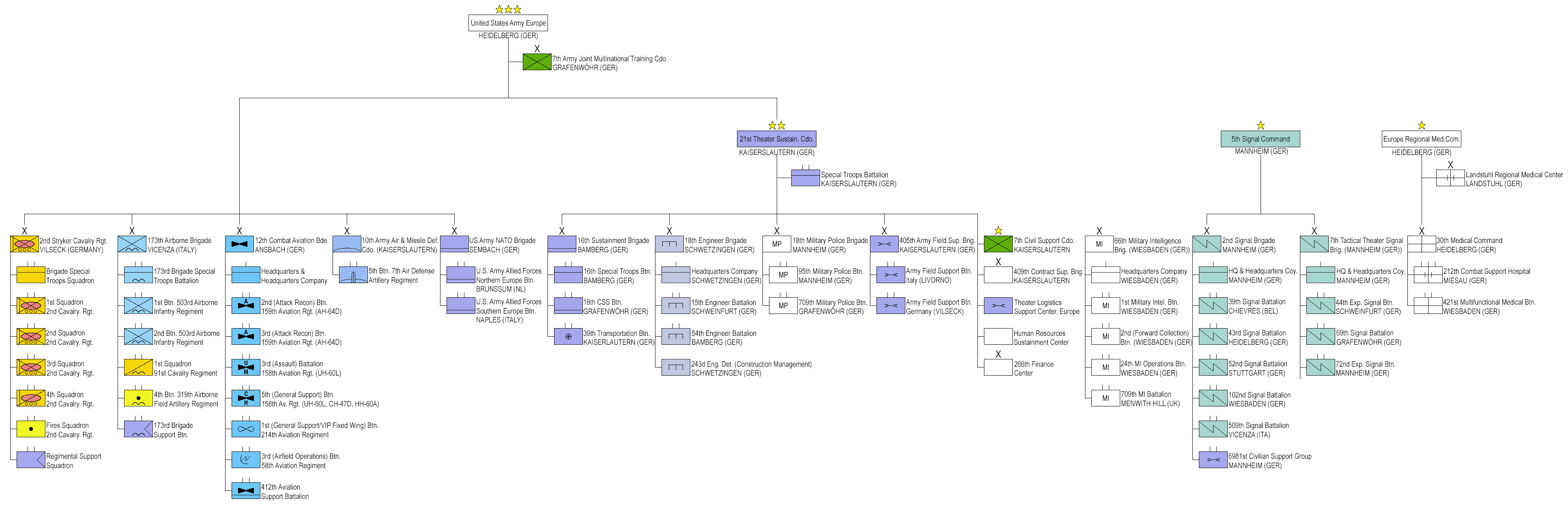
Організаційно-штатна структура Європейської армії США.

7-ма а́рмія США або Європе́йська а́рмія США (англ. Seventh Army або англ. United States Army Europe) — військове об'єднання армії США, польова армія Збройних сил США часів Другої світової війни. Сьогодення — Європейська армія США — найбільше військове формування США на території Європи, наземний компонент Європейського Командування Збройних сил США.

## Командування
- генерал-лейтенант Крістофер Каволі (2018)